# Оборонні споруди Котора

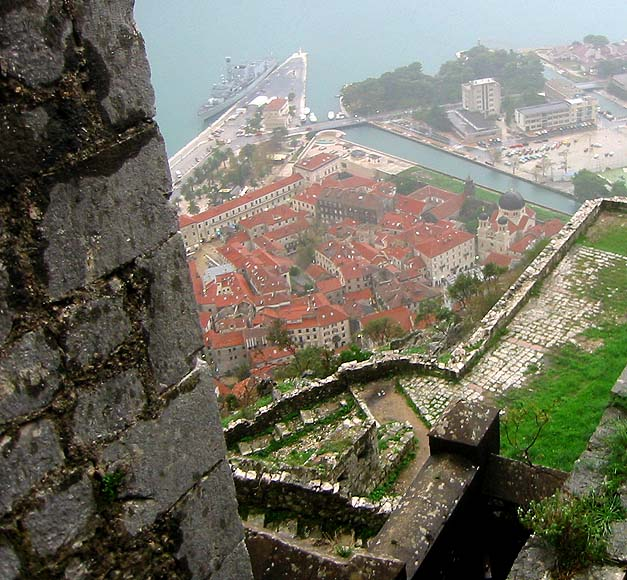
Вид на старий Котор з валів.

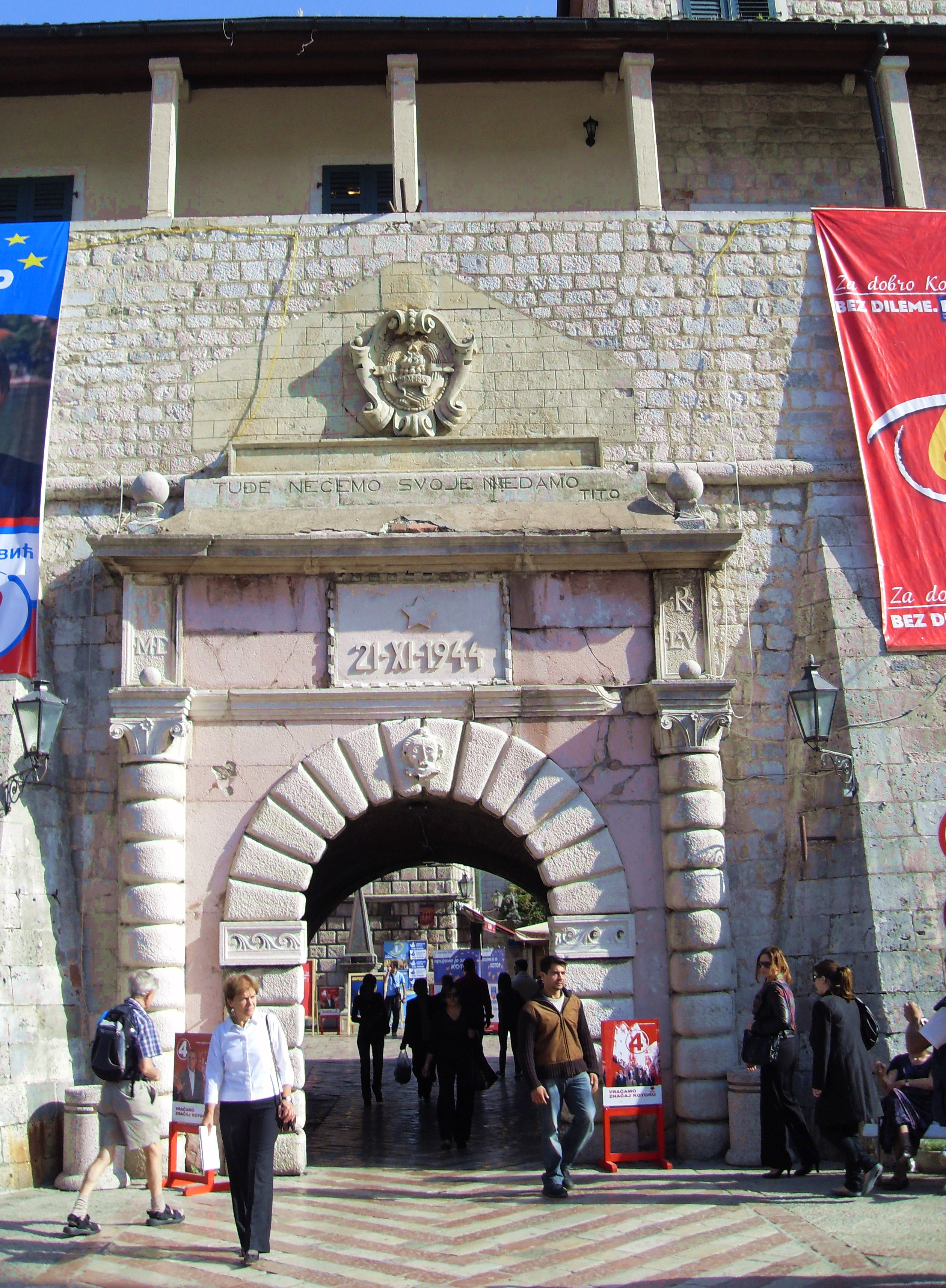
Морські ворота, головний вхід у старе місто. 21 листопада 1944 року - дата звільнення

Оборонні споруди Котора (серб. Которска тврђава, італ. Fortificazioni di Cattaro) — це інтегрована історична фортифікаційна система, яка захищала середньовічне місто Котор (тоді його називали «Cattaro la veneziana»), що містить вали, вежі, цитаделі, ворота, бастіони, форти, цистерни, замок, і допоміжні будівлі та споруди. Вони включають військову архітектуру, головним чином, Венеції, але також небагато Іллірії, Візантії та Австрії . Разом зі старим містом та його природним оточенням укріплення були внесені до списку об'єктів всесвітньої спадщини 1979 року під назвою Природний та Культурно-історичний регіон Котор і являють собою єдине подібне місце культурного значення в Чорногорії . 
Укріплене місто Котор також було включено до списку Всесвітньої спадщини ЮНЕСКО у складі Венеційських оборонних споруд між XV і XVII століттями: Stato da Terra - західний Stato da Mar у 2017 році. 

## Історія
Вершина гори Святого Джона вже була укріплена за іллірійських часів. У 6 столітті імператор Юстиніан I реконструював фортецю. З відступом візантійців, незважаючи на численні набіги, зрештою було досягнуто певної незалежності, проте це не мало міцного впливу на укріплення. Це змінилося, коли в 1420 р. тодішня незалежна Республіка Каттаро (одна з неолатинських далматинських міст-держав ) піддалася венеційському правлінню. 
Як частина Албанії Венетської укріплення отримали сучасну структуру. За цей час відбулися дві успішні османські облоги з наступними окупаціями, 1538 - 1571 і 1657 - 1699. У 1797 році укріплення перейшли до монархії Габсбургів за договором Кампо-Форміо . У 1805 р. Котор (тоді званий Каттаро) був приписаний до держави-клієнта Французької імперії - Наполеонівського королівства Італії Договором Прессбурга, але спочатку окупований російськими військами під керівництвом Дмитрія Сенявіна, поки вони не пішли після Тильзітського договору 1807 року . Через три роки вони був включені до складу Іллірійських провінцій Французької імперії. На укріплення міста напав британський військово-морський капітан Вільям Хосте зі своїм кораблем HMS <i id="mwQg">Bacchante</i> (38 гармат). "Невійськовим чином" він підтягнув гармати своїх кораблів до позицій над фортом, використовуючи блок і снасті, і розпочав обстріл.   Після десятиденної облоги французький гарнізон не мав альтернативи і здався 5 січня 1814 року. 
За Віденським конгресом Котор був повернутий до Австрійської імперії . Після поразки у Першій світовій війні австрійці пішли і фортеця більше не була населена. Під час Другої світової війни Котор був окупований силами Країн Осі та входив до губернаторства Італії Далмації.  
Німецькі війська окупували місто у вересні 1943 року, його було звільнено 21 листопада 1944 року, ця дата вшанована над Морськими воротами. 
Сильні землетруси, що пошкодили укріплення, сталися в 1563, 1667 роках, а зовсім недавно - 15 квітня 1979 року. 

## Опис

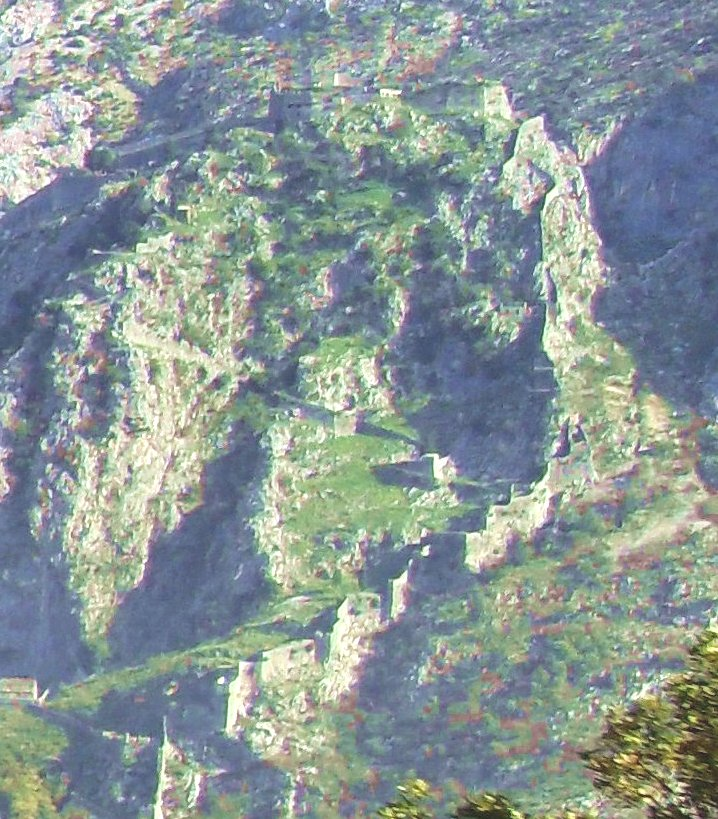
Замок Святого Джона (Сан-Джованні) та західна стіна пагорба.

Середньовічна частина міста Котор розташована на трикутному шматочку землі, що межує з найбільшою внутрішньою частиною Которської затоки на південно-західній стороні, рікою Скурдою на північ та горою Святого Джона (Сан-Джованні) у бік сходу. Міські стіни захищають місто з його північної та південно-західної сторони, у бік вод. Стіни укріплені бастіонами, найбільш помітними є башта Кампана та цитадель (13-14 століття) поблизу точки, де річка заходить у бухту. Недалеко від нього - Морські ворота (також Головні ворота) з 1555 р., Що дозволяють отримати доступ із затоки, двоє інших ворот до міста - Річкова брама (також Північна брама) з 1540 р. з розташованим поблизу Бастіоном Бембо з 1540 р. та Гурдицькими воротами ( також Південна брама), останні багато разів модифіковані та укріплені Гурдським бастіоном з 1470 року. Бастіон Бембо перетворений на відкритий театр. Були присутні дві додаткові брами: одна закладена на південь від Морських воріт, а друга - Ворота Спілярської, у валах схилу пагорба у напрямку до старої дороги на Цетинє. Від бастіонів Бембо та Гурдських бастіонів вали піднімаються на вершину гори Святого Джона, яка зміцнює місто. Вали мають позиції в різних точках; всередині них - мережа комунікацій, а також додаткові будівлі, включаючи церкву Здоров'я Богоматері від 1518 року. На вершині гори знаходиться замок Сан-Джованні на висоті 280 метрів, що домінує над східною бухтою, фортифікаційною системою та містом. За замковою горою населена та гірська сільська місцевість далі піднімається до Ловчену . Окружність зовнішньої стіни 4,5 км, товщина від 2 до 16 м і висота до 20 м.

## Збереження
Землетрус 1979 року пошкодив велику частину будівель у Которі, включаючи укріплення. Місце було внесено до Списку всесвітньої спадщини того ж року, а також до Переліку об'єктів Світової спадщини в небезпеці . Після реабілітації воно був знято пізніше у 2003 році, проте більшість відновлень проходили у старому місті. Укріплення є найбільш значущим об'єктом всесвітньої спадщини  і хоча вони містять елементи різних епох, саме венеційці побудували більшість сучасних споруд. Як такий, монумент є одним з найважливіших прикладів оборонної венеційської військової архітектури.  Міжнародна рада з питань пам’яток та історичних місць закликала у 2001 році відновити фортецю.  Європейська Комісія зацікавилася фортифікацією не лише за її культурне значення, але й для збереження та розвитку її як ресурсу для туризму, що становить основну частину місцевої економіки. Вона виявила укріплення в поганому стані. Вони були покинуті з моменту від'їзду австрійців у 1918 році. Відсутність утримання, ерозії, землетруси та рослинність сприяли її сталому псуванню.  Було запропоновано відновити вали схилу пагорба та міста, відремонтувати вежі та оглядові пункти, пішохідні доріжки та споруди для відновлення фортифікаційного комплексу та використати його економічний потенціал.  

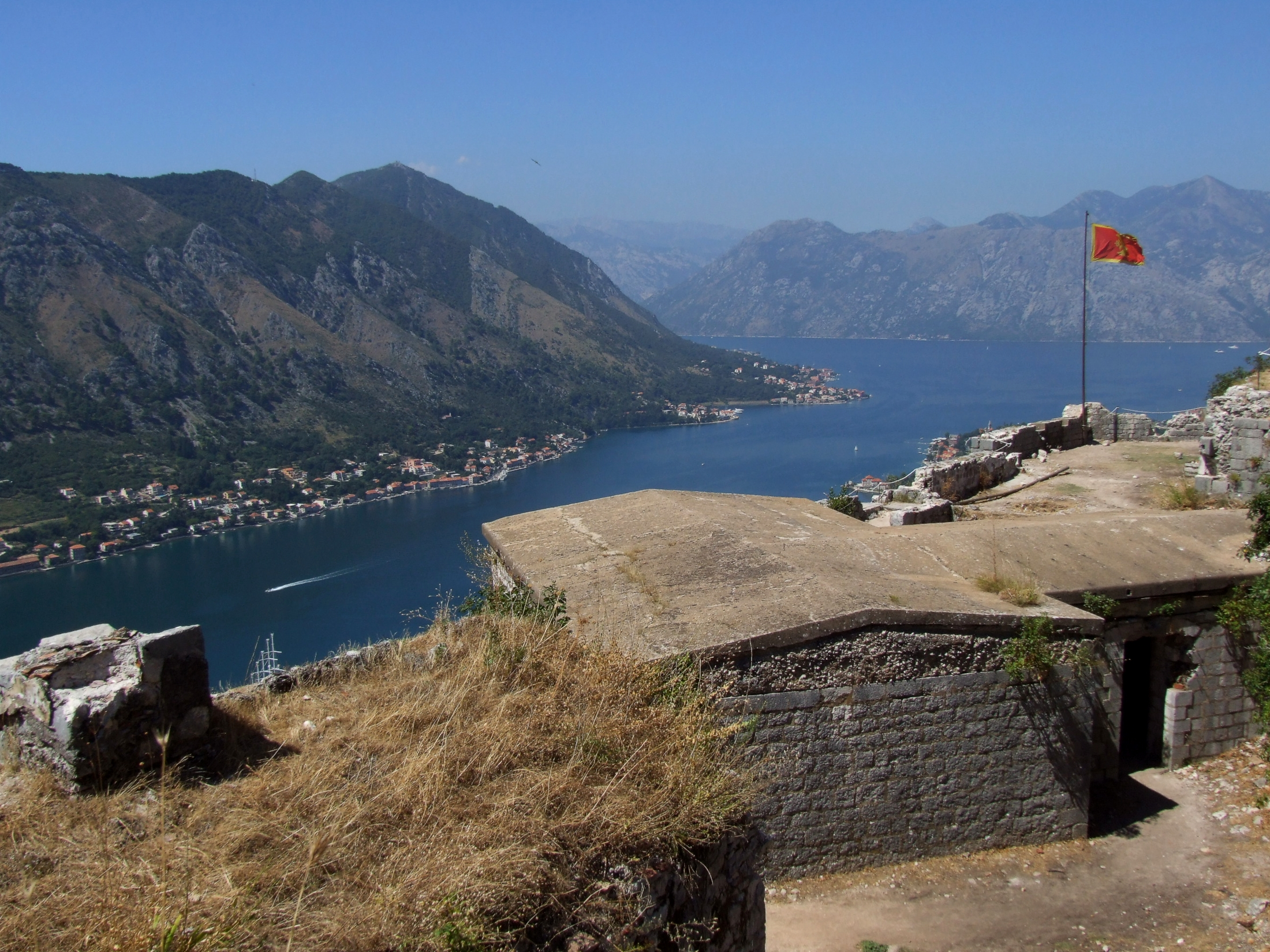
Затока Которська - вигляд з замку Святого Джона
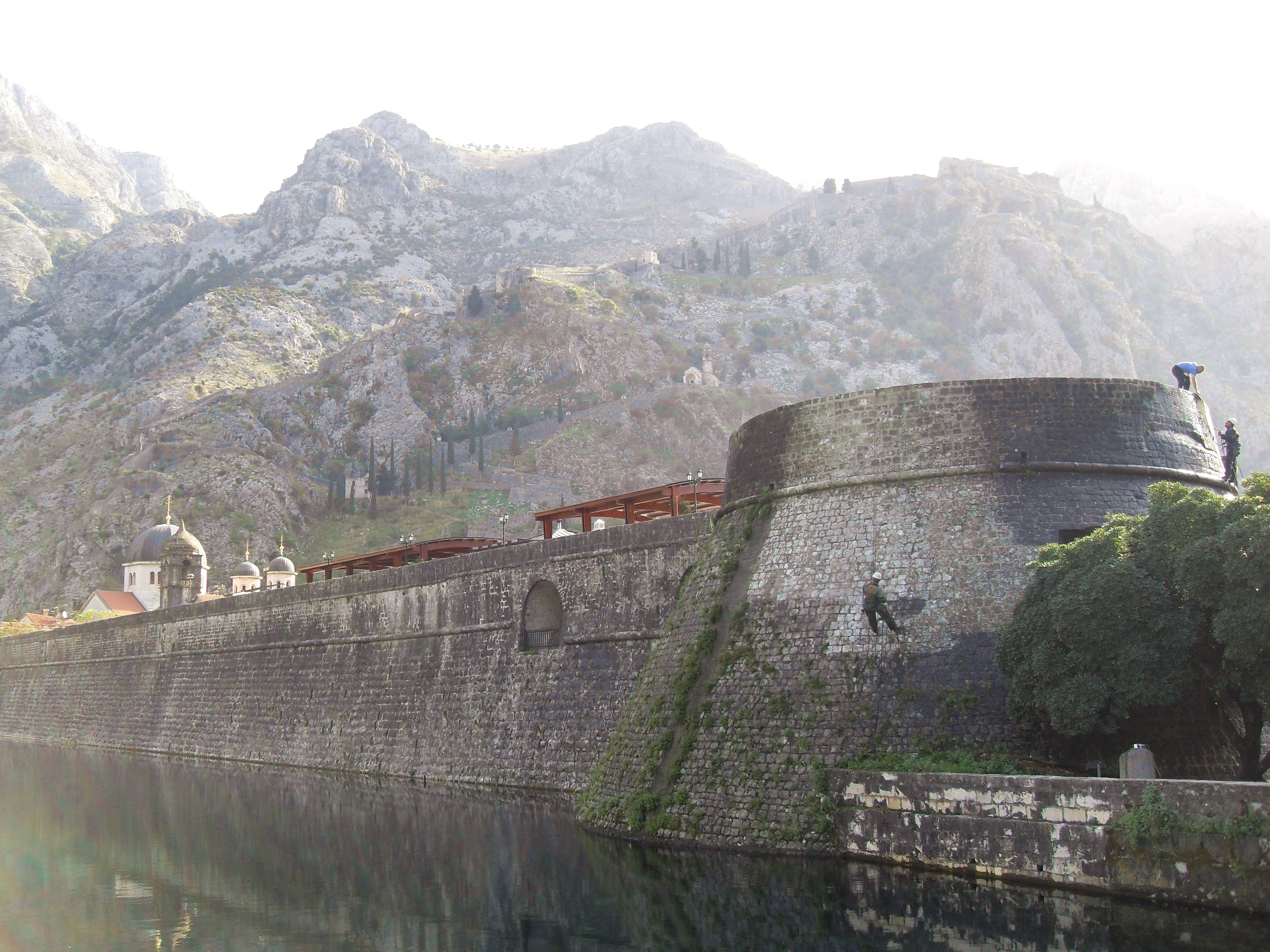
Башта Кампана відновлюється.
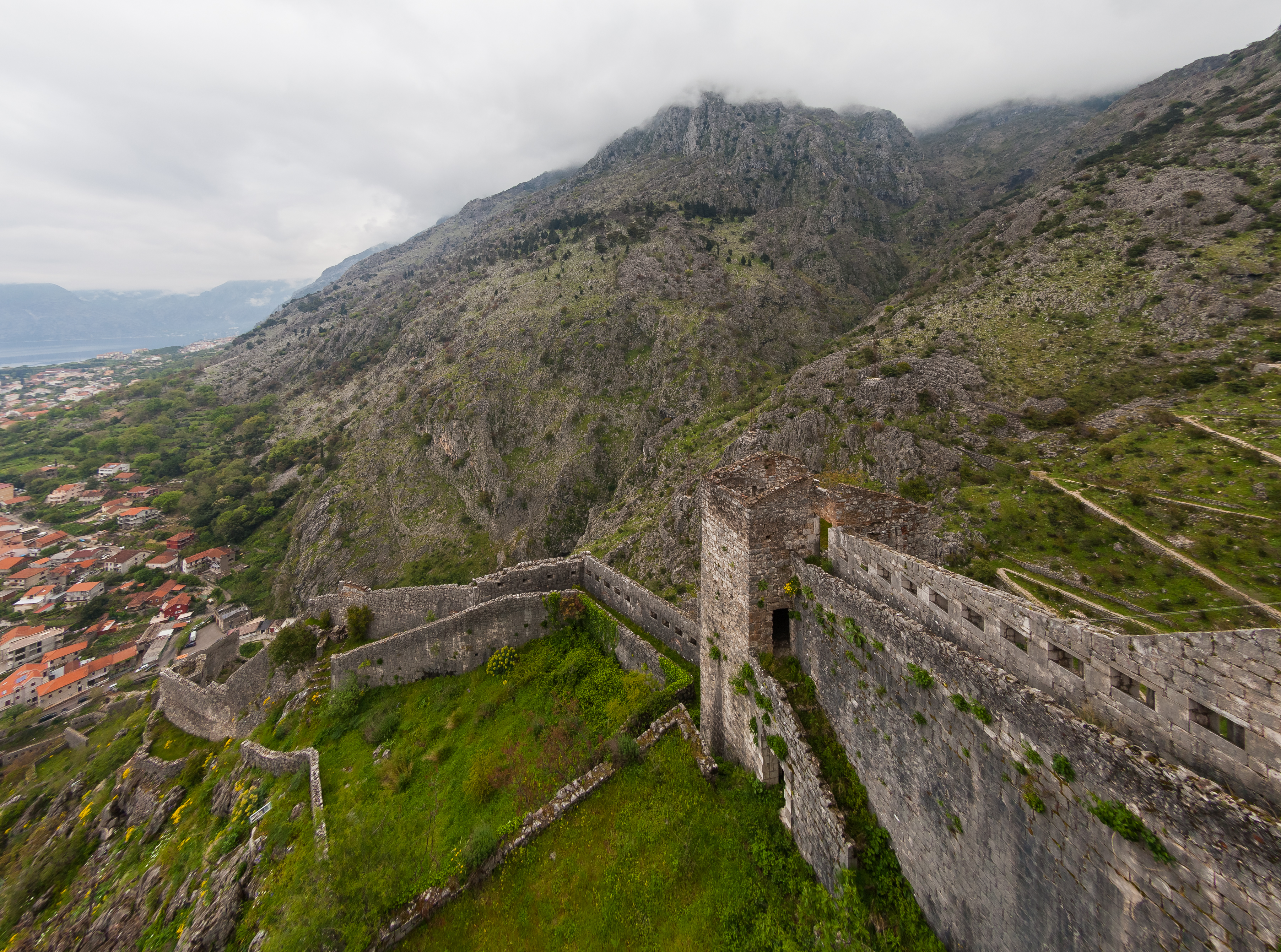
Місто San Giovanni, Котор, Которська затока.

## Зовнішні посилання
- ЮНЕСКО: Природний та культурно-історичний регіон Котор [Архівовано 24 квітня 2020 у Wayback Machine.]